# 후이지구

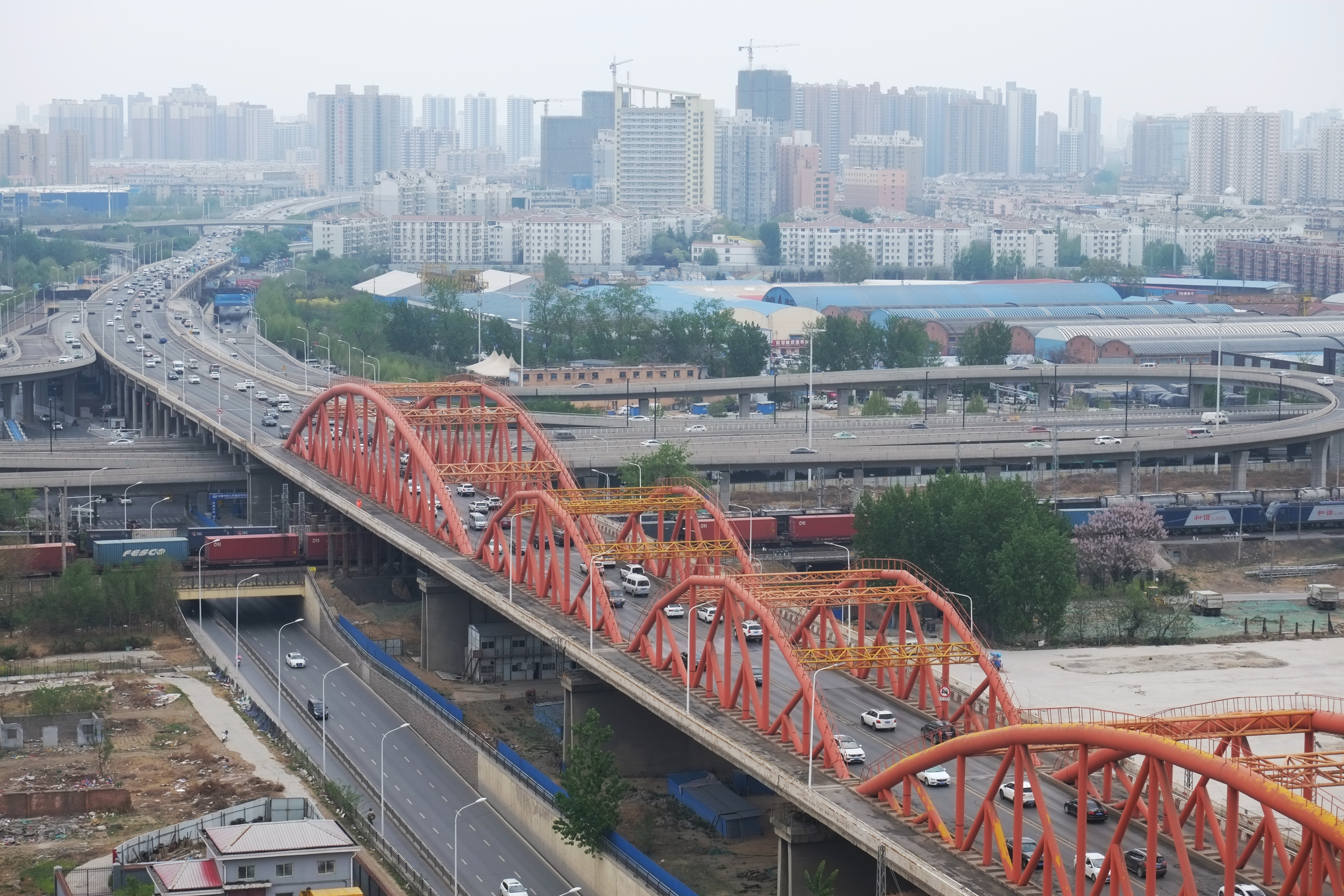

후이지구(한국어: 혜제구, 중국어: 惠济区, 병음: Huìjì Qū)는 중화인민공화국 허난성 정저우 시의 현급 행정구역이다. 넓이는 206km2이고, 인구는 2007년 기준으로 170,000명이다.

## 행정 구역
6개 가도, 2개 진을 관할한다.
- 가도: 刘寨街道, 长兴路街道, 老鸦陈街道, 新城街道, 迎宾路街道, 大河路街道.
- 진: 古荥镇, 花园口镇.